# Ранжирование методов защиты от вредных производственных факторов
При выполнении работы, из-за несовершенства технологических процессов и оборудования, рабочие нередко подвергаются воздействию различных вредных производственных факторов, которое может превышать допустимое (ПДК и ПДУ). Для защиты жизни и здоровья людей могут использоваться принципиально разные методы, которые различаются друг от друга по свой эффективности. Поэтому, для правильного планирования работ по улучшению условий труда, важно чётко различать разные методы по обеспечиваемой ими надёжности защиты, ранжировать их (англ. —  hierarchy of hazard control ).

## Методы защиты и их эффективность
Ниже приводится одна из нескольких возможных схем ранжирования методов защиты по их эффективности:
1. Устранение вредного физического фактора, или замена токсичного вещества на не токсичное.
2. Изменение технологии и замена оборудования для ослабления вредного воздействия:
  1. Изменение физических свойств используемых материалов.
  2. Изменение методов работы, исключающее контакт рабочих с вредными веществами;
  3. Отделение мест выполнения вредных работ от мест нахождения людей;
3. Использование технических средств коллективной защиты, уменьшающих воздействие вредных факторов;
4. Организационные меры защиты;
5. Использование средств индивидуальной защиты.

## Примеры методов защиты
Ниже приводится перечень методов защиты с некоторыми примерами, показывающими их эффективность.

### Устранение вредного физического фактора, или замена токсичного вещества на не токсичное или менее токсичное
Примером может быть отказ Германии от ядерной энергетики. Полное отсутствие радиоактивных веществ на электростанциях гарантирует отсутствие радиоактивного заражения даже в случае теракта или прямого попадания крупного метеорита. Замена заклёпочого соединения в судостроении на сварку устранила чрезмерное воздействие шума; уменьшение шума на текстильных предприятиях было достигнуто за счёт замены станков на менее шумные
(жаккардовых на автоматические бесчелночные).

### Изменение технологии для ослабления вредного воздействия
Примеры — Национальный институт охраны труда для профилактики производственно-обусловленного ухудшения слуха при воздействии промышленного шума, создал базу данных с информацией об альтернативном оборудовании, создающем меньший уровень шума. Работа выполнена в рамках программы «Покупайте малошумное». Переход на электроды[какие?] с рутил-содержащим покрытием, без марганца, привёл к значительному снижению заболеваемости пневмокониозами и числу случаев марганцевой интоксикацией.
| Примеры изменения технологии | Примеры изменения технологии       | Примеры изменения технологии        | Примеры изменения технологии                                                                           |
| ---------------------------- | ---------------------------------- | ----------------------------------- | --- |
| Отрасль                      | Старая технология                  | Новая технология                    | Эффект                                                                                                 |
| Производство алюминия        | Самообжигающиеся электроды         | Предварительно обожжённые электроды | Снижение выбросов бенз(а)пирена до уровней ПДК. Большой экономический эффект.                          |
| Производство обуви           | Клей, содержащий бензол            | Полимерные клеющие композиции       | Устранение выбросов бензола. Большой экономический эффект, улучшение качества.                         |
| Искусственные кожи           | Трикрезил-фосфатные пластификаторы | Фталевые и другие пластификаторы    | Снижение вредного воздействия. Большой экономический эффект                                            |
| Цветная металлургия          | Флюсовая плавка                    | Бесфлюсовая плавка в газовой среде  | Полное устранение или снижение выбросов в 50-100 раз. Улучшение качества, большой экономический эффект |

#### Изменение физических свойств используемых материалов
Примеры при защиты от пыли — замена мелкодисперсных пыльных порошков раствором; замена сухого размалывания мокрым.

#### Изменение методов работы, исключающее контакт рабочих с вредными веществами
Примеры — специальная герметичная тара, герметичные места перелива токсичных жидкостей, и др. Замена промазки вручную изоляции электрических машин на их вакуумную пропитку полностью устранила заболевания кожи у изолировщиц и намотчиц.

#### Отделение мест выполнения вредных работ от мест нахождения людей
Примеры — автоматизация добычи полезных ископаемых; использование дистанционного управления.

### Технические средства коллективной защиты
Для защиты от воздушных загрязнений может использоваться вентиляция; для защиты от шума и теплового излучения может использоваться соответствующие поглощающие экраны. При работе в нагревающем/охлаждающем микроклимате, и для защиты от воздушных загрязнений могут использоваться воздушные души. Для защиты от вибраций может использоваться виброизоляция — как источника колебаний, так и рабочих мест людей.
Серьёзным недостатком средств коллективной защиты является то, что по сравнению со средствами индивидуальной защиты они менее универсальны. Например, если респиратор с противоаэрозольными фильтрами может использоваться и для защиты от пыли шахтёра на глубине более 1 км, и для защиты медработника от инфекционно-опасных аэрозолей (без каких-то переделок); то оросительную систему, используемую для уменьшения концентрации угольной пыли в забое, применить для защиты от аэрозоля в медучреждении не удастся. Заменив противоаэрозольные фильтры на противогазные, тот же самый респиратор можно будет использовать и в химической промышленности; а вентиляционное и газоочистное оборудование — не универсально, и его конструкция сильно зависит от технологического процесса и условий применения.
Этот недостаток вносит свой вклад в то, что на практике работодатели в РФ часто предпочитают использовать для защиты рабочих более дешёвые СИЗ — хотя их реальная эффективность может быть значительно ниже.
Также на предпочтение использовать СИЗ влияет то, что их большая универсальность помогла производителям и поставщикам объединиться, создав в начале 2000-х Ассоциацию СИЗ (АСИЗ), и с помощью этой организации коллективно и эффективно лоббировать свои интересы.
Полное отсутствие требований к выбору и применению СИЗ органов дыхания, подготовки специалистов по охране труда - привели к распространению замены противогазных фильтров на основе субъективной реакции органов чувств работников, что не соответствует требованиям охраны труда, но избавляет работодателей и производителей от затрат денег и времени на определение срока службы фильтров и на составление расписания их замены - как в развитых странах.

### Организационные меры защиты
Для защиты от вредных производственных факторов, в тех случаях, когда это воздействие создаёт риск хронических профессиональных заболеваний за счёт чрезмерного суммарного воздействия (дозы), можно уменьшить дозу за счёт уменьшения длительности воздействия (защита временем). Для защиты людей от ионизирующего излучения на атомных электростанциях загрузка топлива проводится после удаления максимального числа сотрудников на безопасное расстояние от реактора.

### Использование средств индивидуальной защиты
При использовании средств индивидуальной защиты для профилактики острых отравлений, хронических профессиональных заболеваний и других негативных последствий воздействия вредных факторов, возникает ряд проблем, которые мешают достичь поставленной цели:
1. Использование СИЗ рабочими нисколько не устраняет и не уменьшает сам вредный фактор, и не снижает потенциальную опасность.
2. Сами СИЗ, как правило, оказывают негативное воздействие и на самочувствие рабочего, и на его работоспособность, и могут стать причиной появления новых рисков. Например, для СИЗ органов дыхания отмечено, что добиться от рабочих непрерывной носки респиратора без принудительной подачи воздуха под лицевую часть в течение всей смены — нереально (p. 24[13]). Это связано с повышенным содержанием углекислого газа[14][15][16][17][18] и пониженным содержанием кислорода во вдыхаемом воздухе; дополнительным сопротивлением дыханию; дискомфорту из-за давления маски на лицо, и др. Сужение поля зрения приводит создаёт повышенную опасность при управлении подвижным оборудованием, и уже в середине 20-го века отмечалось, что носка промышленного противогаза увеличивает число травм — люди чаще спотыкаются из-за худшего обзора вниз-вперёд[19]. Давление шумозащитных наушников на голову, и вкладышей на слуховой канал, вызывает дискомфорт и возможно — головную боль, что может сделать длительное непрерывное применение этих СИЗ труднодостижимым. СИЗ органа слуха мешают адекватно замечать и реагировать на предупредительные сигналы, что может создать опасность для жизни. Носка изолирующих костюмов в условиях нагревающего микроклимата препятствует теплоотдаче путём испарения и конвекции, и усиливает перегрев организма[20][21]. В то же время, не постоянное использование СИЗ приводит к такому снижению эффекта от их применения, что их носка может стать бессмысленной.
  1. Эффективность СИЗ при их непрерывном использовании конкретным рабочим может значительно отличаться от получаемой при испытаниях в лаборатории — в меньшую сторону, и она далеко не всегда постоянна[22]. Например, при сертификации эластомерных респираторов-полумасок с противогазными фильтрами в США испытатель не должен чувствовать запах изоамилацетата, выполняя разные упражнения в помещении, где концентрация газа превышает средний порог восприятия запаха в 25 000 раз[23]. А одновременные замеры концентрации вредных веществ под маской и снаружи (в зоне дыхания 25 см от лица), проводившиеся во время выполнения работы на рабочих местах, показали что просачивание неотфильтрованного воздуха через зазоры между маской и лицом может достигать 45 %[24]. Поэтому использование результатов лабораторных измерений для оценки защиты рабочих в производственных условиях — недопустимо и опасно. Кроме того, индивидуальные отличия (анатомические и отличия в навыках правильно надевать и правильно применять СИЗ) приводят к тому, что среди группы рабочих может образоваться подгруппа, у представителей которой эффективность будет пониженной, и значительно ниже ожидаемой[25][26]. Это создаёт повышенный риск развития профессиональных заболеваний у представителей этой подгруппы, что никак не компенсируется достаточно хорошей защитой других рабочих. В РФ и других странах СНГ, замена противогазных фильтров проводится преимущественно при появлении запаха токсичного газа под маской, что может привести к запоздалой замене фильтра. Сравнение лабораторной (при сертификации) и реальной эффективности средств индивидуальной защиты органа слуха — вкладышей. Диаграммы построены на основе данных главы 6 из Рекомендаций NIOSH по защите от шума 1998 

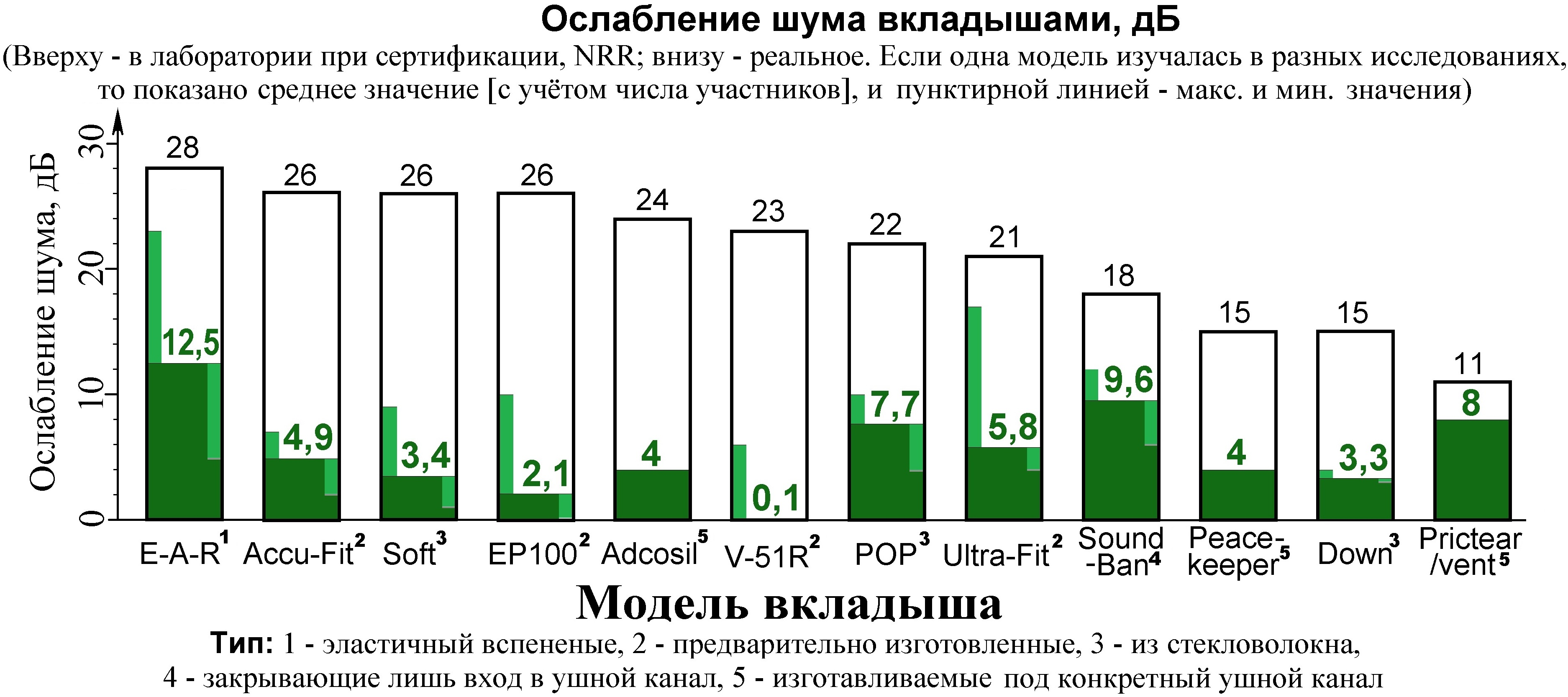
Сравнение лабораторной (при сертификации) и реальной эффективности средств индивидуальной защиты органа слуха — вкладышей. Диаграммы построены на основе данных главы 6 из Рекомендаций NIOSH по защите от шума 1998

  2. По данным обзора (раздел 1.5[27]) реальная эффективность некоторых из видов СИЗ органа слуха даже при непрерывном использовании может быть ниже декларируемой изготовителями и поставщиками на основании результатов испытаний в лабораторных условиях (при сертификации) в 4 раза — в среднем (!). Конкретные значения ослабления шума у группы опытных работников, использовавших сертифицированные вкладыши 3М в Австралии были в диапазоне от 35 до 0 дБ[28]. Несколько исследований влияния выдачи и использования противошумов рабочими (пример[29]) не выявили никакого статистически значимого отличия в риске ухудшения слуха у использовавших СИЗ и не применявших их[30].
  3. По мнению компетентных специалистов НИИ медицины труда РАН, СИЗ от вибраций — так же, как и СИЗ органов дыхания и слуха[31] — могут обеспечить на практике недостаточную защиту[32].
  4. В работе[33] было показано, что у СИЗ кожи есть особенности, которые также препятствуют получению на практике тех значений эффективности, которые получаются при сертификации в лаборатории.
3. Проводилось много исследований влияния СИЗ на работоспособность и самочувствие. Так, в обзорных работах[34][35] показано, что носка полнолицевой маски может снизить работоспособность в 1,35÷4,16 раза, в зависимости от вида работы и условий на рабочем месте. Это сильно стимулирует рабочих не использовать СИЗОД в условиях небольшого превышения ПДК — они мешают им работать. объективные данные показывают, что носка СИЗ органа слуха способствует росту травматизма из-за затруднений в восприятии предупреждающих звуковых сигналов и затруднений при общении[36][37].

Таким образом, есть много причин, приводящих к не непрерывному использованию СИЗ; и к непредсказуемому снижению их эффективности при своевременном использовании. Достаточно серьёзное и обширное исследование этих причин стало причиной попытки запретить регулярное применение СИЗОД в США в 1970-х; и стало основанием для того, чтобы считать носку СИЗ наименее надёжным способом защиты от вредных производственных факторов.
С другой стороны, при защите от производственного шума в США основным средством сбережения здоровья работников на протяжении десятилетий остаются именно неэффективные СИЗ. Это приводит к отсутствию какого-то прогресса в части профилактики нейросенсорной тугоухости, и критике Департамента условий и охраны труда за неадекватные санитарные нормы и поверхностный контроль за их выполнением. Возникают абсурдные ситуации, когда американские производители машин и оборудования делают экспортные варианты с меньшим уровнем шума (для Европы, где требования строже), и более шумные - для своих потребителей. Департамент условий и охраны труда (US OSHA), считая СИЗ неэффективными, по ряду причин не сумел добиться снижения воздействия шума и ототоксичных веществ на работников.
Также эти средства защиты являются товаром, продаваемым на рынке. Это является очень важным обстоятельством, влияющим на применение разных средств защиты в РФ, так как ведётся систематичная долгосрочная государственная поддержка увеличения объёма продаж именно СИЗ.

## Требования законодательства
Согласно Конституции РФ (ст. 37 п. 3), все граждане имеют право на работу в безопасных условиях, соответствующих санитарно-гигиеническим требованиям. Аналогичные положения есть и в Трудовом кодексе РФ (глава 34, ст. 212); и в Конвенции 148 МОТ, ратифицированной РФ (ст. 9 и 10 — работодатель обязан в первую очередь стараться снизить уровень загрязнённости воздуха и шума, и лишь после этого, при невозможности обеспечить соответствие ПДК и ПДУ, должен организовать применение СИЗ).
В промышленно-развитых странах требования национального законодательства предписывают работодателю использовать для защиты рабочих от воздушных загрязнений все возможные способы снижения загрязнённости воздуха, и лишь при их недостаточной эффективности — применять СИЗ органов дыхания (p. 3).
Эти требования носят общий характер, и их выполнение должно происходить в условиях, когда уже много десятилетий, начиная с 1936г, не выявляется основная масса профессиональных заболеваний и не регистрируется большая часть несчастных случаев без смертельного исхода. Фальсификация статистических показателей, и отсутствие ответственности работодателя за последствия его действий (или бездействия) в части обеспечения безопасных и здоровых условий труда, приводят к тому, что вопреки требованиями упомянутых нормативных документов, и системе ранжирования разных методов защиты — на практике предпочитают использовать СИЗ. А не-регистрация профзаболеваний и несчастных случаев способствует тому, что даже СИЗ выбирают так, что они технически могут быть заведомо недостаточно эффективны. Например, при подземной добыче угля концентрация пыли может превышать 1 грамм на м3 (более 100 ПДК), а шахтёрам продолжают выдавать самые неэффективные из всех СИЗОД — полумаски; причём не проверяя, соответствуют ли они лицу по форме.
Для профилактики профзаболеваний и несчастных случаев, Фонд социального страхования (ФСС) разрешает работодателю использовать до 20 % от его отчислений в ФСС — при этом никак не различая затраты на улучшение условий труда; и затраты на закупку СИЗ. На практике, однако, улучшение условий труда часто требует больших затрат, больше внимания и труда, чем закупка сертифицированных СИЗ — и работодатели в основном выбирают лёгкий путь: По данным ФСС, в 2014г на улучшение условий труда было потрачено 117 млн руб, а на закупку СИЗ — 3 376 млн руб, в ~29 раз больше. Схожее соотношение наблюдалось и в предыдущие года. При этом в РФ нет установленных законодательством требований к выбору и к организации применения СИЗ органов дыхания и др., что нередко приводит к закупке сертифицированных, но не соответствующих условиям труда (по своей конструкции) и недостаточно надёжных СИЗ (например — СИЗОД).
После принятия закона 426-ФЗ, требующего проводить специальную оценку условий труда, работодатель получил возможность снижать классы условий труда (и соответственно — отчисления в ФСС, Пенсионный фонд и фонд Обязательного медицинского страхования, увеличивать продолжительность рабочей недели, сократить оплачиваемые отпуска и т. п.). Таким образом, государство фактически стимулирует работодателя использовать самый ненадёжный способ защиты, и никак не контролирует выбор СИЗ. Это приводит к тому, что реальное ранжирование методов защиты в РФ противоположно общепринятому в развитых странах; и может являться одной из причин того, что смертность населения РФ трудоспособного возраста в 4,5 раз выше, чем в Европейском союзе, и в 1,5 раз — выше, чем в развивающихся странах.

## Внешние англоязычные источники
- Hierarchy of prevention and control measures Многоязычная википедия по технике безопасности и охране труда (статья на английском языке).
- How the hierarchy of control can help you fulfil your health and safety duties
- Canadian Centre for Occupational Health and Safety. OSH Answers Fact Sheets - Hazard Control (англ.). http://www.ccohs.ca (8 мая 2016). Дата обращения: 8 мая 2016.
- Working at height - Hierarchy of control measures (англ.). http://www.hse.gov.uk. Health and Safety Executive. Дата обращения: 9 мая 2016.